# Donald Scott (Dreispringer)

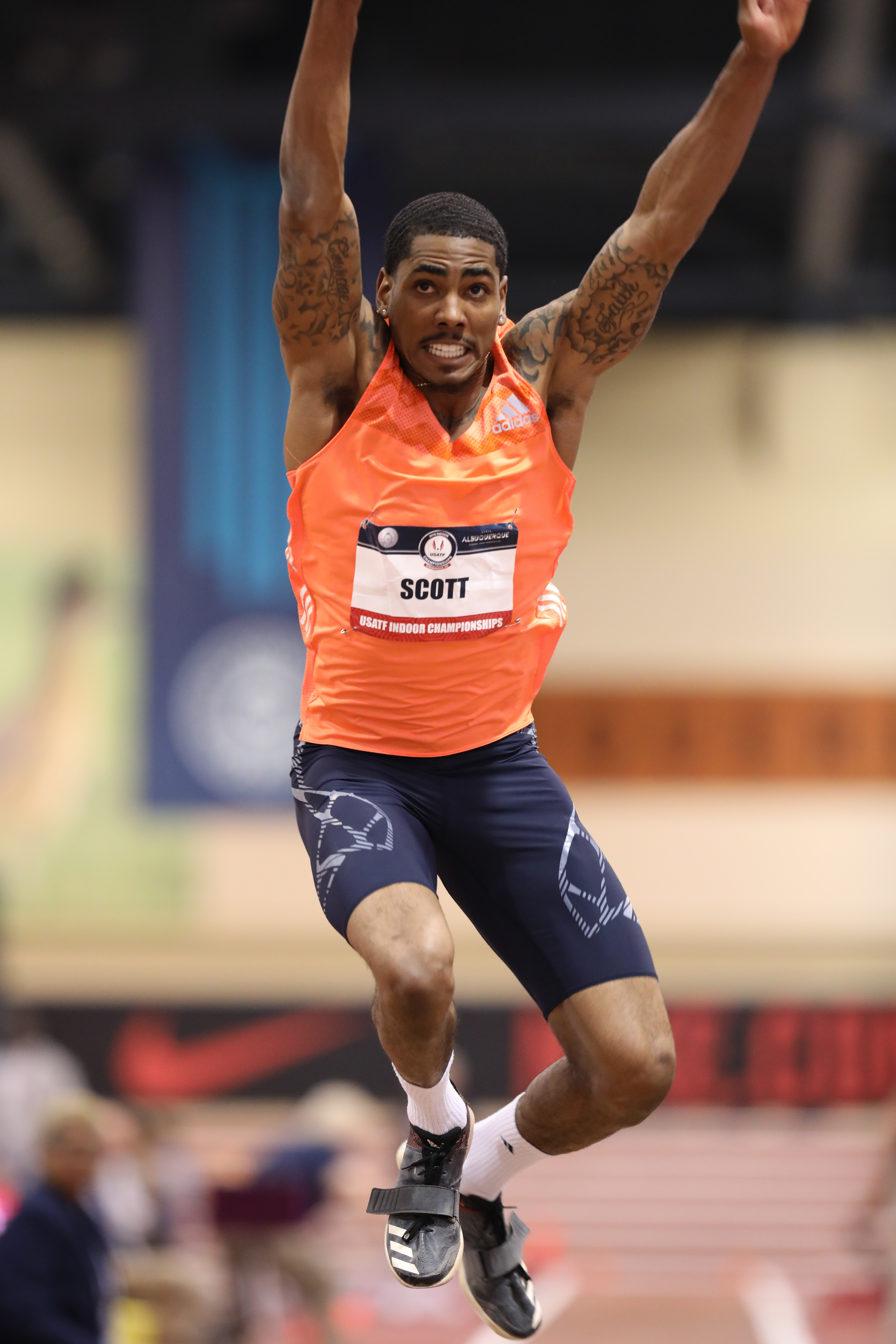
Donald Scott bei den US-Meisterschaften 2018

Donald Scott (* 23. Februar 1992 in Apopka, Florida) ist ein US-amerikanischer Dreispringer.
Bei den Weltmeisterschaften 2017 in London schied er in der Qualifikation aus und wurde 2019 in Doha Sechster.
2018 und 2019 wurde er US-Meister und 2017 sowie 2020 US-Hallenmeister.
2021 kam Scott mit Saisonbestleistung von 17,18 m bei den U.S. Olympic Trials auf den zweiten Platz.

## Persönliche Bestleistungen
(Stand: 24. Juni 2021)
- Dreisprung: 17,43 m (−0,5 m/s), 6. Juni 2019, Rom
  - Halle: 17,24 m, 15. Februar 2018, Albuquerque